# 458 Hercinija
458 Hercinija (mednarodno ime je 458 Hercynia) je  asteroid tipa S (po Tholenu) oziroma tipa L (po SMASS) v glavnem asteroidnem pasu.

## Odkritje
Asteroid sta odkrila nemška astronoma Max Wolf (1836 -1932) in A. Schwassmann (1870 – 1964) 21. septembra 1900 v Heidelbergu. Imenuje se po latinskem izrazu za gozdnato pokrajino v Nemčiji.

## Značilnosti
Asteroid Hercinija obkroži Sonce v 5,19 letih. Njegova tirnica ima izsrednost 0,237, nagnjena pa je za 12,672 ° proti ekliptiki. Njegov premer je 38,75  km .